# Лойко (группа)

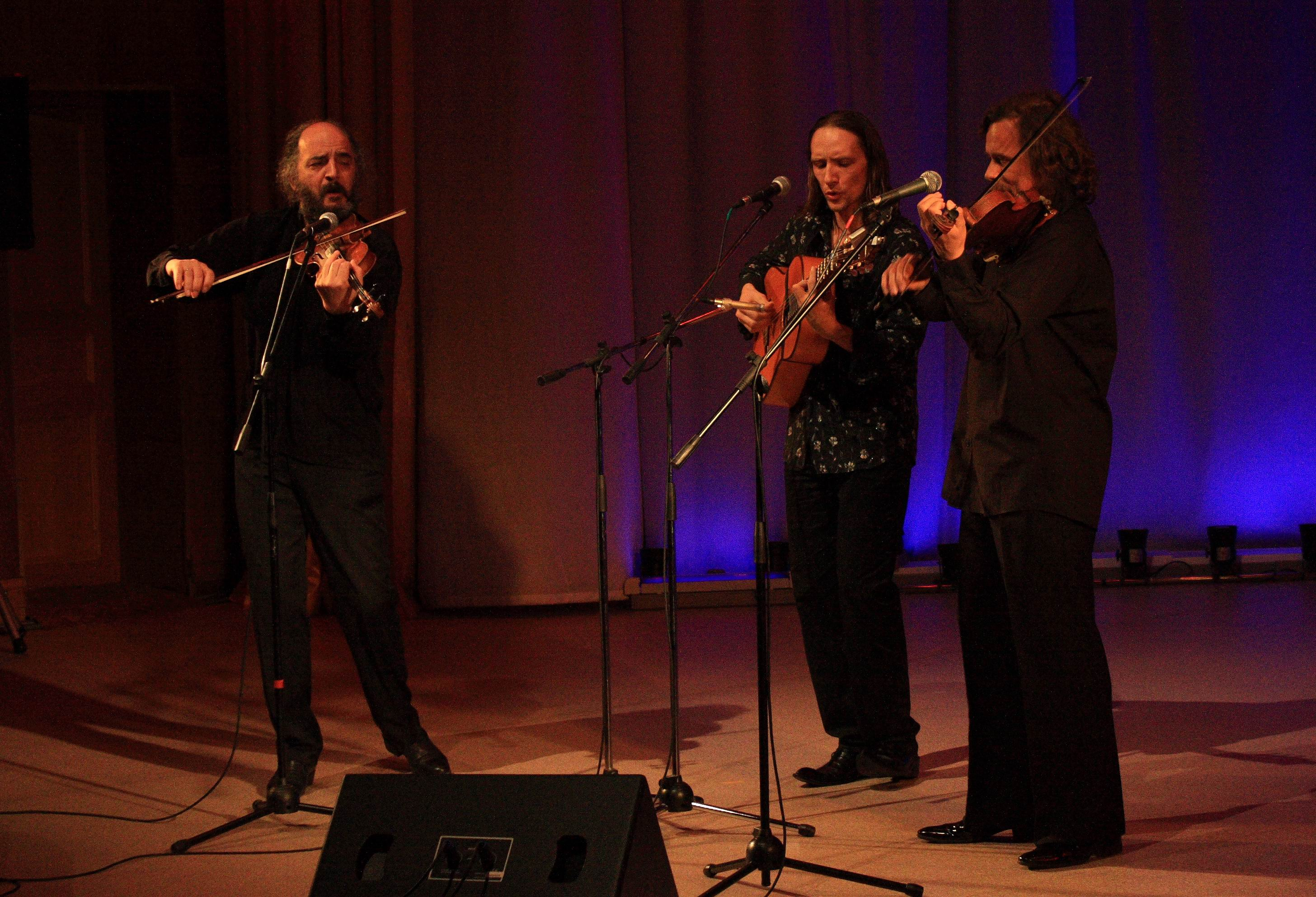
«Лойко» в ЦКиОМ Северодвинска, 2010

«Лойко» (англ. Loyko) — музыкальное трио, в основе репертуара которого лежит исполнение классических цыганских мелодий и напевов.

## История и творчество
Музыкальный коллектив «Лойко» был создан Сергеем Эрденко в городе Дублине в 1990 году и первоначально представлял собой дуэт Эрденко с Игорем Старосельцевым. За время существования участниками ансамбля в разное время были Алексей Безлепкин (гитара), Вадим Кулицкий (гитара), Олег Пономарёв (скрипка), Леонсия Эрденко (вокал, перкуссия), Георгий Осмоловский (скрипка) и Владимир Бессонов (скрипка). Все они внесли свой посильный вклад в формирование амплуа группы, но основой репертуара коллектива всегда оставалась цыганская музыка из России. Однако постоянные зарубежные гастроли и общение с иностранными коллегами на различных фестивалях, конкурсах и концертах привело к тому, что в исполнении «Лойко» можно услышать элементы традиционной румынского, венгерского, кельтского фольклора и классической музыки.
В настоящее время музыканты трио пополняют свой репертуар и за счёт написания собственных музыкальных произведений и аранжировок.
Начиная с 1993 года, в течение трёх сезонов, «Лойко» принимало участие в известном европейском шоу «Magneten», собирающем цыганские коллективы по всей планете, где музыканты открывали и закрывали программу, представляемую в крупнейших городах Евросоюза.
Группа «Лойко» принимала участие в записи одного из альбомов легендарной рок-группы «Rolling Stones», выступала на одной сцене с английской прогрессив/психоделик рок-группой «Pink Floyd», индийским виртуозом игры на ситаре Рави Шанкаром, латвийским скрипачом Гидоном Кремером. Музыканты «Лойко» участвовали в записи музыки для театров и кино.
«Лойко» неоднократно выступала на самых престижных концертных подмостках мира.
Выступления группы «Лойко» неоднократно транслировали в своём эфире телеканалы RTL, SAT1, PRO7, BBC и др.
Студия звукозаписи «Network Frankfurt» выпустила серию из 36 дисков под общим названием «Цыганская музыка мира». Российскую Федерацию в ней представляет компакт-диск группы «Лойко».
В 2006 году основатель группы Сергей Эрденко вошёл в пятёрку лучших цыганских музыкантов (Roma Opre), которые совместно дали ряд концертов в Восточной Европе.
Музыканты группы «Лойко» живут и работают в Санкт-Петербурге.
Входящие в состав группы музыканты занимаются подвижнической и благотворительной деятельностью.

## Состав трио «Лойко»
- Сергей Эрденко — скрипка, лид-вокал;
- Артур Горбенко— скрипка, вокал;
- Михаил Савичев — шестиструнная гитара, вокал.

## Дискография коллектива
- 1993 — Live In Concert (Живой концерт)
- 1994 — Road Of The Gypsies (Дорога Цыган)
- 1995 — The Fortuneteller (Гадалка)
- 2000

 — Loyko In Russia (Лойко в России)
 — Return Of Gypsy Maestro (Возвращение Цыганского Маэстро)
 — Gypsy Time for Nuniya (Колыбельная для Нюни)
- 2002 — Gypsy Blues (Цыганский Блюз)
- 2003 — Return Of Gypsy Maestro DVD (Возвращение Цыганского Маэстро — DVD)
- 2004 — Two Angels (Два Ангела)
- 2008 — Ah, why was this night… (Ах, зачем эта ночь…)
- 2010 — Cold Wind (Холодный ветер)
- 2016 — Life on the road (Жизнь в дороге)[2].